# Furlanski vojvode in mejni grofje
Furlanski vojvode in mejni grofje (ali markizi) so bili v srednjem veku vladarji Furlanske vojvodine, Furlanske marke in Veronske marke.

Naziv markiza ali mejnega grofa, povezan z Verono, se je ohranil in prenesel na mejno grofijo Baden, katere imetniki so bili dediči veronskih.

## Langobardsko obdobje
- Gisulf I. (ok. 569–581)
- Grasulf I. (ok. 581–590), sin Gisulfa I.
- Gisulf II. (590–610), sin Gisulfa I.
- Kako in Taso (ok. 610–625), sinova Gisulfa II., sovladarja
- Grasulf II . (ok. 625–653), brat Gisulfa II.
- Ago (ok. 653–662)
- Lupo (662–663)
- Arnefrid (sporen) (663), sin Lupa
- Vektari (ok. 663–671)
- Landari (ok. 671)
- Rodoald (ok. 671–ok. 695)
- Ansfrid (ok. 695–698)
- Adone (okoli 698–700) (regent)
- Ferdulf (zgodnje 8. stoletje)
- Korvolo (zgodnje 8. stoletje)
- Pemon (ok. 710–737)
- Rahis (737–744), tudi kralj Langobardov
- Astolf (744–749), tudi kralj Langobardov
- Peter (749–756), skupaj z Anselmom (749–751)
- Rotgaud (774–776)

## Karolinško in postkarolinško obdobje

### Furlanski mejni grofje
Včasih se imenuje tudi civilni naziv "grof" (comes Foroiulii) in vojaški naziv "vojvoda" (dux Foroiulii):

#### Nedinastični
- Markarij (776–787)
- Henrik (789–799) ( Geroldini )
- Hunfrid (799–808) ( Hunfridingi )
- Ajon (808–817)
- Kadalah (817–819)
- Balderik (819–828)

#### Unrohingi
- Unruoh II. (829–846)
- Eberhard (846–863)
- Unroh III. (863–874)
- Berengar (874–924), tudi italijanski kralj in rimski cesar

#### Nedinastični
- Vilfred (891–896), grof Verone
- Vinterij (ok. 933),
- Almerik I. (?–?)
- Almerik II. (ok. 950)
- Milo (953–955), grof Verone

#### Anskaridi
- Berengar II. iz Ivreje (955–966), tudi italijanski kralj

## Mejni grof Verone in Ogleja

### Unija z vojvodino Bavarsko

#### Dinastija Leopoldingov
- Henrik I. Bavarski (951–955)
- Henrik II. Bavarski, Prepirljivi (955–976 in (989–995)
- Henrik III. Bavarski mlajši (975–978 in (985–989)

### Unija z vojvodino Koroško

#### Salijska dinastija
- Oton I. Koroški (978–985) in (995–1004)
- Konrad I. Koroški (1004–1011)
- Adalbero Eppensteinski (1011–1035), (Eppensteinci)
- Konrad II. Koroški (1035–1038)
- Henrik IV. Frankonski, imenovan Črni ali Henrik VII. Bavarski (1039–1047), tudi italijanski kralj in cesar Svetorimskega cesarstva

#### Nedinastični
- Koroški gvelf IV . (1047–1055)
- Konrad III. Koroški (1056–1061)
- Bertold I. Zähringenski (1061–1077). Nasprotoval mu je Herman I. (1061–1074) in kasneje Herman II . (1074–1130).

#### Dinastija Eppensteinskih
- Leopold Eppensteinski (1077–1090)
- Henrik V. (1093–1122)

#### Dinastija Spanheimskih
- Henrik VI. Koroški (1122–1123)
- Engelbert II. Istrski (1123–1135), Istrski mejni grof
- Ulrik I. Koroški (1135–1144)
- Henrik VII. Koroški  (1144–1151)

### Unija z mejnogrofijo Baden

#### Dinastija Badenskih
- Herman III . (1148–1151). Okoli leta 1151 mu je nasprotoval Otokar III. Štajerski .
- Herman IV . (1155–1184)
- Herman V. (1190–1243). Okoli leta 1210 mu je nasprotoval Bernard Koroški .
- Herman VI . (1243–1250)
- Friderik I. (1250–1268) je bil obglavljen.

### Přemyslovci
- Otokar II. Češki (1272–1276), tudi češki kralj

## Vojvode prvega francoskega cesarstva
- Géraud Duroc (14. november 1808–23. maj 1813)
- Hortense Duroc (28. oktober 1813–24. september 1829)

## Povezani vnosi
- Vojvodina Furlanija
- Furlanska marka